# جان روزنتال
جان روزنتال (انگلیسی: Jan Rosenthal؛ زادهٔ ۷ آوریل ۱۹۸۶) بازیکن فوتبال اهل آلمان است.
از باشگاه‌هایی که در آن بازی کرده‌است می‌توان به باشگاه فوتبال دارمشتات ۹۸، باشگاه فوتبال هانوفر ۹۶، باشگاه فوتبال فرایبورگ، و باشگاه فوتبال آینتراخت فرانکفورت اشاره کرد.
وی همچنین در تیم‌های ملی فوتبال جوانان آلمان و زیر ۲۱ سال آلمان بازی کرده‌است.